# Théorème de Fermat sur les triangles rectangles
Le théorème de Fermat sur les triangles rectangles est le résultat suivant, de non-existence :

Deux triangles rectangles dont les deux côtés du triangle bleu sont égaux au côté et à l'hypoténuse du triangle jaune. Selon le théorème de Fermat sur les triangles rectangles, il n'est pas possible que les quatre longueurs a, b, c, et d, soient des entiers.

l'aire d'un triangle rectangle de côtés entiers ne peut pas être un carré parfait.
Il a diverses reformulations :
1. l'aire d'un triangle rectangle de côtés rationnels (appelée un nombre congruent) ne peut pas être le carré d'un rationnel ;
2. les côtés d'un triangle rectangle ne sont jamais simultanément commensurables au côté du carré de même aire ;
3. il n'existe pas deux triangles pythagoriciens tels que les deux cathètes du plus grand soient égales à une cathète et l'hypoténuse du plus petit ;
4. si trois nombres carrés sont en progression arithmétique, la raison d'une telle suite (alors appelée un congruum (en)) ne peut pas être elle aussi un nombre carré ;
5. les seuls points rationnels de la courbe elliptique y2 = x(x – 1)(x + 1) sont les trois points triviaux (0, 0), (1, 0) et (–1, 0) ;
6. l'équation diophantienne v4 – t4 = s2 n'a pas de solution entière non triviale.

La dernière de ces formulations a pour conséquence immédiate le cas particulier n = 4 dans le « dernier théorème de Fermat ». Dans tous les travaux arithmétiques de Fermat qui lui ont survécu, il semble que son théorème sur les triangles rectangles soit le seul accompagné d'une réelle démonstration,. 

## Équivalence des diverses formulations
D'après le théorème de Pythagore, ce théorème de Fermat s'écrit : il n'existe pas d'entiers non nuls a, b, c et d tels que a2 + b2 = c2 et ab/2 = d2. Il équivaut à l'énoncé 1 : il n'existe même pas de rationnels non nuls vérifiant ces équations (on se ramènerait sinon à des entiers, en multipliant ces rationnels par un dénominateur commun) et à l'énoncé 2, (en divisant ces quatre rationnels par d).
Les énoncés 3 et 4 s'écrivent : il n'existe pas d'entiers non nuls u, v, w et t tels que u2 + t2 = v2 et v2 + t2 = w2, ce qui, comme précédemment, équivaut à la non-existence de rationnels non nuls vérifiant ces équations. On passe de l'un de ces deux groupes d'énoncés à l'autre par le changement de variables (rationnelles) u = a – b, v = c, w = a + b, t = 2d. 
L'énoncé 5 est équivalent au deuxième, par la bijection qui à tout triangle rectangle de côtés a, b, c et d'aire 1 associe le point (x = b(b + c)/2, y =bx ≠ 0) de la courbe et qui à tout point (x, y ≠ 0) de la courbe associe a = 2x/y, b = (x2 – 1)/y, c = (x2 + 1)/y.
L'énoncé 6 équivaut à celui de Fermat car les équations a2 + b2 = c2 et ab/2 = d2 ci-dessus impliquent c4 – (2d)4 = (a2 – b2)2 et réciproquement, toute solution de v4 – t4 = s2 fournit un congruum carré ou plus directement, un triangle de côtés 2v2t2, v4 – t4 et v4 + t4 dont l'aire est le carré de vts.

## Histoire
En 1225, Fibonacci publia Flos, un recueil de ses solutions à un tournoi mathématique ; l'un des problèmes était de trouver trois rationnels dont les carrés soient en progression arithmétique, de raison prescrite, qu'il appela un congruum : pour le congruum 5, il fournit la solution (31/12, 41/12, 49/12). Dans son travail ultérieur sur cette question, publié dans son Liber Quadratorum (1225), Fibonacci fit la remarque qu'un congruum ne peut pas être un nombre carré, mais n'en présenta pas de preuve satisfaisante,.
Ce n'est pas Fibonacci qui inspira Fermat, mais les Arithmétiques de Diophante (traduites et commentées par Bachet). Ce livre décrivait divers triangles rectangles spéciaux (en) dont les aires s'exprimaient par des formules contenant des carrés, mais ne considérait pas le cas d'aires égales à des carrés.
À maintes reprises, Fermat défia divers mathématiciens de démontrer qu'il n'existe pas de triangle pythagoricien dont l'aire soit un carré, sans divulguer sa preuve, qu'il nota sur son exemplaire des Arithmétiques. Après sa mort, son fils Samuel la découvrit et la publia en 1670, dans sa réédition de cet ouvrage.
Frénicle de Bessy, dans son Traité des triangles rectangles en nombres édité en 1676 (deux ans après sa mort), en donne aussi une démonstration, dont le principe est certainement dû à Fermat, au vu de la correspondance de ce dernier.
En 1738, Euler présente une preuve plus simple de l'énoncé 6 ci-dessus et de son analogue pour l'équation v4 + t4 = s2 (voir « Démonstration du dernier théorème de Fermat dans le cas où n = 4 »).
Pour un historique beaucoup plus complet, voir Dickson 1999.

## La preuve de Fermat
Fermat procède par descente infinie en montrant qu'à partir d'un triangle pythagoricien de côtés x, y et z dont l'aire xy/2 est un carré, on pourrait en construire un autre plus petit. Sa démonstration (en langage naturel) peut être formalisée et complétée comme suit.
On se ramène d'abord au cas où x et y sont premiers entre eux en remarquant que tout facteur commun peut être éliminé car son carré divise z2 et xy/2. D'après l'expression générale des triplets pythagoriciens primitifs, il existe alors deux entiers strictement positifs p et q, premiers entre eux et de parités différentes, tels que (quitte à intervertir x et y si nécessaire) x = 2pq, y = p2 – q2 et z = p2 + q2. Comme l'aire pq(p2 – q2) est supposée être un carré, les facteurs p, q, p + q et p – q (premiers entre eux deux à deux) sont eux-mêmes des carrés. En notant r2 = p + q et s2 = p – q (impairs), puis u = (r – s)/2 et v = (r + s)/2, l'entier u2 + v2 = p est un carré. On obtient donc un nouveau triangle pythagoricien, dont l'aire (par conséquent entière) uv/2 = (r2 – s2)/8 = q/4 est un carré, strictement inférieur à l'aire initiale pq(p2 – q2).